# Isla Shortcut
La isla Shortcut es una isla de la Antártida de 0,4 millas de largo, con tres prominentes farallones en la costa norte. Se encuentra a 64°47′S 64°07′O / -64.783, -64.117 a 0,7 millas al SSE de la punta Gamage y de la Base Palmer a lo largo de la costa sudoeste de la isla Anvers. 
El personal de la Base Palmer dio este sugestivo nombre. El profundo estrecho que separa esta isla de la isla Anvers es un acceso rápido (shortcut) a la base de la bahía Biscoe por agua.

## Reclamaciones territoriales
Argentina incluye a la isla en el departamento Antártida Argentina dentro de la provincia de Tierra del Fuego, Antártida e Islas del Atlántico Sur; para Chile forma parte de la comuna Antártica de la provincia Antártica Chilena dentro de la Región de Magallanes y de la Antártica Chilena; y para el Reino Unido integra el Territorio Antártico Británico. Las tres reclamaciones están sujetas a los términos del Tratado Antártico.
Nomenclatura de los países reclamantes: 
- Argentina: ?
- Chile: ?
- Reino Unido: Shortcut Island